# Patricio Guanca
Patricio Guanca (n. 28 de junio de 1957, Cerrillos, Provincia de Salta - f. 3 de abril de 1982, Grytviken, isla San Pedro) fue un marino argentino perteneciente a la Armada de la República Argentina, que murió en combate en la Operación Georgias, que ocupó Grytviken en el archipiélago de las Georgias del Sur, en el marco de la guerra de las Malvinas de 1982. Fue una de las primeras bajas argentinas en esa guerra y el primer caído de origen salteño en dicho conflicto bélico.
Es considerado un héroe por el pueblo de la Provincia de Salta.

## Biografía

### Primeros años
Patricio Guanca nació en la localidad de Cerrillos, Provincia de Salta, Argentina, el 28 de junio de 1957.
Egresó de la Escuela de Mecánica de la Armada en 1975. Tripuló la fragata ARA Libertad en 1981. Posteriormente, fue asignado a la corbeta ARA Guerrico.

### Operación Georgias
El 3 de abril de 1982, en el principio de la Guerra de las Malvinas, el cabo primero de mar Guanca participó de la Operación Georgias, que recuperó Grytviken en las islas Georgias del Sur a bordo de la Guerrico. Combatió operando un montaje de 40 mm, el cual se trabó, hasta que el personal del mismo logró recuperarlo, y volvió a abrir fuego. 
Guanca murió al recibir disparos británicos, operando la mencionada arma de 40 mm, y otros cinco compañeros resultaron heridos. Fue el primer salteño muerto en esa guerra.

## Condecoraciones y homenajes
- Patricio Alfredo Guanca fue condecorado con la Medalla al Muerto en Combate[5] y fue declarado "héroe nacional" por la ley 24.950[6] promulgada el 3 de abril de 1998, y modificada por la ley 25.424 promulgada el 10 de mayo de 2001,[7] junto con otros combatientes argentinos fallecidos en la guerra de las Malvinas.
- La Armada Argentina instituyó al 3 de abril como el Día del Escalafón de Mar en honor al cabo primero Guanca.[8]
- El artículo 212 de la ley 7534 de la provincia de Salta establece como fecha de recordación obligatoria para el Municipio San José de los Cerrillos al 3 de abril, día del fallecimiento del cabo de mar Patricio Alfredo Guanca, héroe de las Islas Malvinas.[9]
- La Bahía Guanca en la isla San Pedro del archipiélago de las Georgias del Sur homenajea su memoria.
- La plaza de Villa Los Tarcos, Provincia de Salta, lleva su nombre.[1]
- En Cerrillos, Salta, se le impuso su nombre a una plaza y en esta se construyó un busto en su memoria.[10]